# Syriskos-Gruppe
Als Syriskos-Gruppe wird eine Gruppe attisch-rotfiguriger Vasenmaler des ersten Viertels des 5. Jahrhunderts v. Chr. bezeichnet.
Zur Syriskos-Gruppe zählte John D. Beazley den Kopenhagen-Maler und den Syriskos-Maler, die Beazley als „Brüder“ bezeichnete, sowie die Gruppe der Neger-Alabastra. Ferner sind der Maler von New York 21.131 und die Gruppe des Krakau-Alabastron anzuschließen. Inzwischen steht durch eine Signatur fest, dass der Kopenhagen-Maler identisch mit dem Töpfer Syriskos ist.